# Helichus ussuriensis
Helichus ussuriensis — вид жуков из семейства прицепышей.

## Описание
Жук длиной 4,9—5,1 мм. Тело широкоовальной формы, выпуклое. Голова и переднеспинка смоляно-чёрного цвета, надкрылья коричневого или тёмно-коричневого. Верхняя часть тела в буровато-жёлтых волосках, блестящая, но обычно покрыта корочкой из ила. Основания усиков несильно сближены. Межтазиковый отросток переднегруди очень широкий. Надкрылья с продольными рядами крупных ямковых точек.

## Экология
Населяет горные речки и ручьи.